# Вороновская (Архангельская область)
Вороновская — деревня в Вельском районе Архангельской области. Входит в состав и является административным центром Муравьёвского сельского поселения (муниципальное образование «Муравьёвское»).

## Географическое положение
Деревня расположена на левом берегу реки Вель, притока реки Вага. Через её территорию пролегает маршрут федеральной автомобильной дороги М8 «Холмогоры».
Деревня расположена вплотную к другому населённому пункту Муравьёвского сельского поселения, деревне Лукинская. Крупнейшая по числу жителей деревня сельского поселения, Горка Муравьёвская, расположена в километре пути по «Холмогорам» в северо-восточном направлении. Расстояние до железнодорожной станции в городе Вельск — 3,7 км по прямой, или 5 км пути на автотранспорте.

## Население
| 2002 | 2010 | 2012 | 2014 |
| ---- | ---- | ---- | ---- |
| 371  | ↗422 | ↗446 | ↗484 |

Численность населения деревни, по данным Всероссийской переписи населения 2010 года, составляла 422 человека.
| Население                            | на 1 января 2010 года |
| ------------------------------------ | --------------------- |
| В возрасте до 16 лет                 | 77                    |
| Трудовые ресурсы (из них работающих) | 231 (195)             |
| Пенсионеры                           | 112                   |
| Всего                                | 420                   |
| Прибыло / выбыло (за год)            | 39 / 29               |
| Родилось / умерло (за год)           | 4 / 4                 |

## История
Указана в «Списке населённых мест по сведениям 1859 года» в составе Вельского уезда(2-го стана) Вологодской губернии под номером «2207» как «Вороновское(Нижнее Заборье)». Насчитывала 149 дворов, 49 жителей мужского пола и 54 женского.
В материалах оценочно-статистического исследования земель Вельского уезда упомянуто, что в 1900 году в административном отношении деревня входила в состав Вознесенского сельского общества Устьвельской волости. На момент переписи в селении Вороновское(Нижнее Заборье) находилось 28 хозяйств, в которых проживало 75 жителей мужского пола и 75 женского.

## Инфраструктура
Жилищный фонд деревни составляет 10,4 тыс. м². Предприятия, расположенные на территории деревни (со среднесписочной численностью работников) на 1 января 2010 года:
- ОАО «Ростелеком» (14);
- ООО «Вельская птицефабрика» (127);
- ООО «Диал-Север» (?);
- ОАО «Агрофирма Вельская» (?).

В деревне имеются следующие улицы:
- ул. Александровская;
- ул. Боровая;
- ул. Заборская;
- ул. Нижняя;
- ул. Никольская;
- ул. Родниковая;
- ул. Светлая;
- ул. Южная.